# Gunung Meligo
Gunung Meligo är ett berg i Indonesien.   Det ligger i provinsen Aceh, i den västra delen av landet, 1 600 km nordväst om huvudstaden Jakarta. Toppen på Gunung Meligo är 2 060 meter över havet, eller 222 meter över den omgivande terrängen. Bredden vid basen är 6,1 km.
Terrängen runt Gunung Meligo är bergig västerut, men österut är den kuperad.Runt Gunung Meligo är det ganska glesbefolkat, med 39 invånare per kvadratkilometer. Det finns inga samhällen i närheten. I omgivningarna runt Gunung Meligo växer i huvudsak städsegrön lövskog.